# Oberstaufen Cup 2006
L'Oberstaufen Cup 2006 è stato un torneo di tennis facente parte della categoria ATP Challenger Series nell'ambito dell'ATP Challenger Series 2006. Il torneo si è giocato a Oberstaufen in Germania dal 10 al 16 luglio 2006 su campi in terra rossa.

## Vincitori

### Singolare
Michal Tabara ha battuto in finale  Ernests Gulbis con il punteggio di 7–6(5), 6–3

### Doppio
Ernests Gulbis /  Miša Zverev hanno battuto in finale  Teodor-Dacian Craciun /  Gabriel Moraru 6–1, 6–1